# Echinogorgia granifera
Echinogorgia granifera är en korallart som först beskrevs av Jean-Baptiste Lamarck 1816.  Echinogorgia granifera ingår i släktet Echinogorgia och familjen Plexauridae. Inga underarter finns listade i Catalogue of Life.